# Wiron

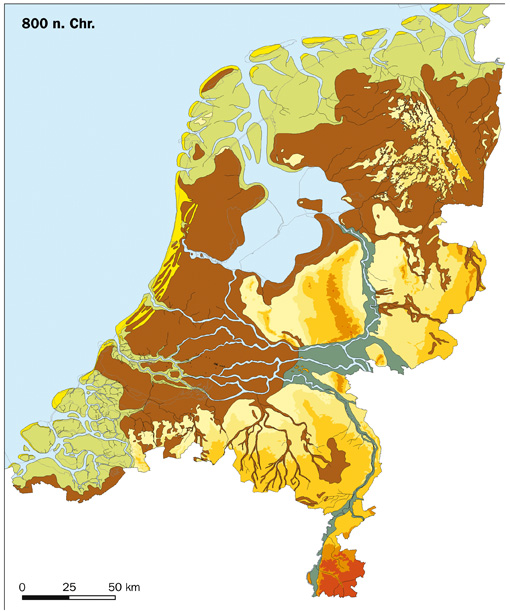
Nederland rond 800 n.Chr.

Wiron was in de vroege middeleeuwen een streek in Frisia ten westen van het Vlie. In het goederenregister van de Sint Maartenskerk te Utrecht, dat in 948 aan Otto I werd aangeboden, wordt het genoemd als terra Wiron. De goederenlijst van de abdij van Fulda uit het begin van de negende eeuw, overgeleverd via de Codex Eberhardi van rond 1160, noemt het als pagus Wironi in terra Fresonum.
Niet duidelijk is of het een afzonderlijke gouw is, of bij de gouw Texla hoorde. Het grondgebied van het gewest omvatte grofweg de huidige gemeentes Wieringen en Wieringermeer en, later ondergelopen, gedeeltes van de huidige Waddenzee en het IJsselmeer.
Uit beschrijvingen valt niet op te maken of de huidige polder Wieringerwaard bij Texla of bij Wiron hoorde. De Wieringerwaard kwam, net als de Wieringermeer, onder water te staan voordat er goede landkaarten waren. 